# Glenea varipennis
Glenea varipennis är en skalbaggsart som beskrevs av Stefan von Breuning 1956. Glenea varipennis ingår i släktet Glenea och familjen långhorningar. Inga underarter finns listade i Catalogue of Life.